# 寶定
寶定（Bảo Định，1592年十二月）是越南高平莫氏莫敬止的年号，共计1个月。

## 纪年
| 寶定 | 元年     |
| 公曆 | 1592年   |
| 干支 | 壬辰     |
| 黎朝 | 光興15年 |
| 明   | 万曆20年 |